# Саобраћај у Ирској
Ирска или Република Ирска је једна од острвских земаља у Европи. Као острвска земља Ирска има посебан однос према поморском саобраћају. Она се налази у најпрометнијем океану света (Атлантик). Западна обала Ирскеје посебно важна за саобраћај, будући да је окренута Британији и Европа. Република Ирска је последње две деценије европска земља са највишим степеном економског развоја, што се одржава великим улагањима у саобраћајну мрежу у држави, који је због периферног положаја у односу на главне европске путеве годинама била изузетно заостала за европска мерила.
Република Ирска има развијен друмски, железнички, ваздушни и водни саобраћај. Највеће саобраћајно чвориште земље је главни град, Даблин.

## Железнички саобраћај
Државно предузеће надлежно за железницу је „Ирска железница”.
Према подацима из 1998. године дужина стално коришћених пруга у Ирској била 1.605 км, од чега 38 км електрификовано. Такође, 295 км пруга су са два колосека. Пруге у Републици Ирској, као и у Северној Ирској имају шири колосек од стандардног, ширине 1.600 мм.
Најважније железничко чвориште је престоница Даблин, од ког крећу све важне линије у земљи ка:
- југу: Вотерфорд
- југозападу: Корк
- западу: Лимерик, Голвеј
- северозападу: Слајго
- северу: Белфаст (Северна Ирска)

Градска железница је присутна у главном граду Даблину, који поседује трамвајски и приградски железнички систем, а метро систем је у плану (погледати: Даблински метро).
Железничка веза са суседним земљама:
- Велика Британија - да, са Северном Ирском

## Друмски саобраћај
Укупна дужина путева у Ирској у 2004. години била је 92.500 км, од чега са тврдом подлогом 87.043 км. Дужина ауто-путева износила је 1.015 км (2010. год.). Последњих година је много уложено у ауто-путну мрежу, па је она више него упетостручена од 2000. године.
Друмска мрежа (као и друге саобраћајне мреже) је посебно густа у источној половини земље око Даблина. Од престонице креће већина главних друмских путева у Ирској. Они носе двоструку ознаку „М+број”.
Најважнији државни ауто-путеви у Републици Ирској су (* - у изградњи или у плановима):
- Главни пут М1, Даблин - Дандалк - граница са Уједињеним Краљевством, ауто-пут целом дужином (80 км).
- Главни пут М2, Даблин - Ешбурн - Монахан -*- граница са Уједињеним Краљевством, ауто-пут на дужини од 16 км.
- Главни пут М3, Даблин - Наван - Келс -*- Каван -*- граница са Уједињеним Краљевством, ауто-пут на дужини од 51 км.
- Главни пут М4, Даблин - Кинегад -*- Малингар -*- Лонгфорд -*- Слајго, ауто-пут на дужини од 62 км.
- Главни пут М6, Кинегад - Килберган - Атлон* - Голвеј, ауто-пут готово целом дужином (151 км), осим у делу кроз Атлон.
- Главни пут М7, Нејс - Њубриџ - Портлиш - Нина - Лимерик, ауто-пут целом дужином (186 км).
- Главни пут М8, Портлиш] - Кашел - Фермој - Корк, ауто-пут целом дужином (153 км).
- Главни пут М9, Њубриџ - Карлоу - Килкени - Вотерфорд, ауто-пут целом дужином (115 км).
- Главни пут М11, Даблин - Бреј -*- Виклоу - Гори -*- Вексфорд, укупна дужина пута је 138 км, ауто-пут на дужини 42 км.
- Главни пут М18, Лимерик -*- Шенон - Енис - Горт -*- Голвеј, укупна дужина пута је 71 км, ауто-пут на дужини 44 км.
- Главни пут М20, Лимерик -*- Крум -*- Енис -*- Корк, укупна дужина пута је 93 км, ауто-пут на дужини 10 км.
- Главни пут М50, полукружна обилазница око Даблина, укупна дужина пута је 50 км, савремени ауто-пут целом дужином.

## Водени саобраћај
Ирска је острвска земља, окружена водама Ирског мора са истока и Атлантика са других страна. Због тога поморски саобраћај има изузетно велики значај за државу, посебно Ирско море, које се налази ка Уједињеном Краљевству и на које отпада 92% поморског превоза. Најважнија лука је престоница Даблин, а значајне луке су и: Дандалк, Виклоу, Вотерфорд, Корк, Лимерик, Голвеј, Слајго.
Унутрашњи водени саобраћај Ирске је обухвата пловне путеве (реке и канале) дужине 753 км., Међутим, значај ових путева је мали за саобраћај, а већи за туризам и пољопривреду. Најважнији делови за пловидбу су ушћа река, где су се сместили велики градови (нпр. Лимерик на ушћу најважније реке у држави, Шенон). У земљи постоје три значајна канала:
- Велики Канал
- Краљевски канал
- Канал Шенон-Ерне

## Гасоводи и нафтоводи
- Гасовод: 1.795 км (2003. год.)
- Нафтовод: -

## Ваздушни транспорт
Будући да је Ирска острвска земља, ваздушни саобраћај има већи значај наспрам величине земље. Још већи подстрек т+развоју овог вида саобраћаја даје нискобуџетно авио-предузеће „Рајанер”, чије се седиште у Ирској. Државно авио-предузеће је Ер Лингус.
У Ирској постоји званично 21 уписан аеродром са чврстом подлогом (погледати: Аеродроми у Републици Ирској). 13 аеродрома је уврштено на листу међународних аеродрома са IATA кодом (IATA Airport Code). Најважнији аеродроми у земљи су:
- Аеродром „Даблин” у Даблину - DUB
- Аеродром „Шенон” у Лимерику - SNN
- Аеродром „Корк” у Корку - ORK

Најважнији аеродром у земљи је аеродром у Даблину, који с налази 10 км северно од града, а који остварује више од половине ваздухопловног промета у земљи.